# Volodymyr Kurylovyč
Volodymyr Kurylovyč, ukr. Володимир Курилович, pol. Włodzimierz Kuryłowicz (12. srpna 1867 Bučač – 7. června 1951), byl rakouský právník a politik ukrajinské (rusínské) národnosti z Haliče, na počátku 20. století poslanec Říšské rady.

## Biografie
Pocházel z rodiny řeckokatolického faráře a děkana Mychajila Kurylovyča. Absolvoval Lvovskou univerzitu. Působil jako právník a soudce. V době nástupu do parlamentu je uváděn jako rada zemského soudu ve Lvově. Byl též předsedou okresního soudu v Rymanówě.
V roce 1906 byl zvolen na Haličský zemský sněm za kurii venkovských obcí, obvod Sanok.
Působil také coby poslanec Říšské rady (celostátního parlamentu Předlitavska), kam usedl ve volbách do Říšské rady roku 1907, konaných poprvé podle všeobecného a rovného volebního práva. Byl zvolen za obvod Halič 51. Mandát obhájil ve volbách do Říšské rady roku 1911. Ztratil mandát 30. května 1917 na základě pravomocného rozsudku z 21. srpna 1915. Do parlamentu místo něj usedl Roman Czajkowski.
Byl starorusínsky orientován. Po volbách roku 1907 byl uváděn coby nezařazený poslanec, dříve člen poslaneckého Starorusínského klubu. Po volbách roku 1911 zasedal jako hospitant v Českém národně sociálním klubu.